# Liga de Ascenso Femenina 2023
La Liga de Ascenso Femenina 2023fue un campeonato amateur de fútbol femenino en Perú, organizado y promovido por la Federación Peruana de Fútbol (FPF) y considerado la segunda división en el sistema de competencias femeninas del país, teniendo como antecedente inmediato la Copa Perú Femenina 2022, que fue el primer torneo en brindar ascenso a la Liga Femenina FPF. En su primera edición con la nueva denominación, el torneo otorgó dos cupos de ascenso directo.
La competición se desarrolló en todo el territorio peruano, mediante una estructura que incluyó etapas distrital, provincial, departamental, regional y nacional, siguiendo un formato similar al de la Copa Perú masculina. La fase nacional, que comprendió las semifinales y la final, se disputó en el Estadio Segundo Aranda Torres de Huacho, ubicado en el departamento de Lima, del 23 al 25 de noviembre de 2023. 
En esta primera edición de la Liga de Ascenso Femenina, Biavo FC de San Martín se proclamó campeón, mientras que la Unsaac del Cusco quedó subcampeón, por lo que ambos equipos ascendieron a la Liga Femenina FPF 2024.

## Etapa Inter Regional
Tras culminar las etapas distrital, provincial y departamental, los 20 campeones departamentales clasificaron a la Etapa Inter Regional, que se dividió en 3 distintas fases. En la Fase 1, los equipos fueron emparejados en 10 llaves  de acuerdo a su cercanía geográfica. Luego, los ganadores de esa instancia fueron emparejados en 5 llaves. Para la Fase 3, clasificaron los vencedores de la etapa anterior y el mejor perdedor. La Etapa Nacional, que se disputa en dos etapas: semifinales y final se realizó en Huacho, Lima con los vencedores de la Fase 3 de la Etapa Inter Regional.

### Fase 1
En esta etapa, los 20 campeones departamentales se enfrentaron a partido de eliminación directa en cancha neutral en llaves delimitadas por cercanía geográfica. Cada duelo definió un ganador que clasificó a la Fase 2.

#### Resultados
| N.° | Fecha      | Hora       | Sede       | Estadio                     | Equipo 1           | Equipo 2              | Resultados |
| --- | ---------- | ---------- | ---------- | --------------------------- | ------------------ | --------------------- | ---------- |
| 1   | 14/10/2023 | 10:00 a.m. | Lima       | Carfip 1                    | Real Yurimaguas    | Soccer Ica            | 1-1 (2-4)  |
| 2   | 14/10/2023 | 10:00 a.m. | Lima       | Carfip 2                    | ACD Aucayacu       | River Plate Casma     | 5-2        |
| 3   | 14/10/2023 | 10:00 a.m. | Cajamarca  | Victor Montoya Segura       | Real Chachapoyas   | Biavo FC              | 1-2        |
| 4   | 14/10/2023 | 10:00 a.m. | Puno       | Enrique Torres Belón        | Melgar Junior      | Unsaac                | 0-3        |
| 5   | 14/10/2023 | 11:00 a.m. | Huánuco    | Heraclio Tapia              | Nuevo Pucallpa     | Ramiro Villaverde     | 0-3        |
| 6   | 14/10/2023 | 1:00 p.m.  | Cusco      | Estadio Cajonahuaylla       | FST Barza          | Club Panamericana     | 1-1 (4-5)  |
| 7   | 15/10/2023 | 11:00 a.m. | Piura      | Sesquicentenario            | Escuela El Triunfo | Doradas FC            | 0-2        |
| 8   | 15/10/2023 | 11:00 a.m. | Lambayeque | La Videnita de Chiclayo     | Gloriosa Cantuta   | Real Piura            | 3-0        |
| 9   | 15/10/2023 | 11:00 a.m. | Arequipa   | Villa Deportiva de Arequipa | Coronel Bolognesi  | Bolívar Academia UJCM | 5-3        |
| 10  | 15/10/2023 | 4:00 p.m.  | Ica        | I.E. San Luis Gonzaga       | La Cantera Circolo | Strong Scalu AFC      | 3-0        |

### Fase 2
En esta etapa, los 10 vencedores de la instancia anterior se enfrentaron a partido de eliminación directa en cancha neutral en llaves delimitadas previamente. Cada duelo definió un ganador que clasificó a la Fase 3. Además, el mejor perdedor lograría clasificar a la siguiente instancia.

#### Resultados
| N.° | Fecha      | Hora       | Sede      | Estadio                      | Equipo 1           | Equipo 2          | Resultados |
| --- | ---------- | ---------- | --------- | ---------------------------- | ------------------ | ----------------- | ---------- |
| 1   | 21/10/2023 | 10:00 a.m. | Cajamarca | Victor Montoya Segura        | Doradas FC         | Biavo FC          | 1-2        |
| 2   | 21/10/2023 | 10.00 a.m. | Lima      | Maracaná Villa Jardín Cucuya | Ramiro Villaverde  | ACD Aucayacu      | 1-3        |
| 3   | 21/10/2023 | 10.00 a.m. | Ica       | Municipal de Nazca           | La Cantera Circolo | Coronel Bolognesi | 2-0        |
| 4   | 21/10/2023 | 10.00 a.m. | Ayacucho  | Manuel Eloy Molina           | Unsaac             | Club Panamericana | 5-3        |
| 5   | 22/10/2023 | 9:30 a.m.  | Lima      | Carfip                       | Gloriosa Cantuta*  | Soccer Ica        | 0-0 (2-4)  |

*Gloriosa Cantuta clasificó a la fase 3 por ser el mejor perdedor de la fase 2.

### Fase 3
En esta etapa, los 6 vencedores de la instancia anterior se enfrentaron a partido de eliminación directa en cancha neutral en llaves delimitadas previamente. Cada duelo definió un ganador que clasificó a la Fase 3.
| N.° | Fecha     | Hora        | Sede      | Estadio               | Equipo 1     | Equipo 2           | Resultados |
| --- | --------- | ----------- | --------- | --------------------- | ------------ | ------------------ | ---------- |
| 1   | 4/11/2023 | 10:00 a. m. | Ayacucho  | Manuel Eloy Molina    | ACD Aucayacu | Unsaac             | 1-2        |
| 2   | 5/11/2023 | 10:00 a. m. | Lima      | Óscar Ramos Cabieses  | Soccer Ica   | La Cantera Circolo | 2-3        |
| 3   | 5/11/2023 | 11:00 a. m. | Cajamarca | Victor Montoya Segura | Biavo FC*    | Gloriosa Cantuta   | 0-0 (3-4)  |

*Biavo FC clasificó a las semifinales por ser el mejor perdedor de la fase 3. 

## Etapa Nacional

### Cuadro
|  | Regional-Fase 1    | Regional-Fase 1    | Regional-Fase 1      |                      |                    | Regional-Fase 2    | Regional-Fase 2 | Regional-Fase 2 |  |              | Regional-Fase 3 | Regional-Fase 3  | Regional-Fase 3  |       |  | Nacional-Semifinales | Nacional-Semifinales | Nacional-Semifinales |                  |                  | Nacional-Final     | Nacional-Final     | Nacional-Final |  |
|  |                    |                    |                      |                      |                    |                    |                 |                 |  |              |                 |                  |                  |       |  |                      |                      |                      |                  |                  |                    |                    |                |  |
|  |                    |                    |                      |                      |                    |                    |                 |                 |  |              |                 |                  |                  |       |  |                      |                      |                      |                  |                  |                    |                    |                |  |
|  | Escuela El Triunfo | Escuela El Triunfo | 0                    |                      |                    |                    |                 |                 |  |              |                 |                  |                  |       |  |                      |                      |                      |                  |                  |                    |                    |                |  |
|  | Escuela El Triunfo | Escuela El Triunfo | 0                    |                      |                    |                    |                 |                 |  |              |                 |                  |                  |       |  |                      |                      |                      |                  |                  |                    |                    |                |  |
|  | Doradas FC         | Doradas FC         | 2                    |                      |                    |                    |                 |                 |  |              |                 |                  |                  |       |  |                      |                      |                      |                  |                  |                    |                    |                |  |
|  | Doradas FC         | Doradas FC         | 2                    |                      | Doradas FC         | Doradas FC         | 1               |                 |  |              |                 |                  |                  |       |  |                      |                      |                      |                  |                  |                    |                    |                |  |
|  |                    |                    |                      |                      | Doradas FC         | Doradas FC         | 1               |                 |  |              |                 |                  |                  |       |  |                      |                      |                      |                  |                  |                    |                    |                |  |
|  |                    |                    | Biavo FC             | Biavo FC             | 2                  |                    |                 |                 |  |              |                 |                  |                  |       |  |                      |                      |                      |                  |                  |                    |                    |                |  |
|  | Real Chachapoyas   | Real Chachapoyas   | Biavo FC             | Biavo FC             | 2                  | 1                  |                 |                 |  |              |                 |                  |                  |       |  |                      |                      |                      |                  |                  |                    |                    |                |  |
|  | Real Chachapoyas   | Real Chachapoyas   |                      |                      |                    |                    |                 |                 |  |              |                 |                  |                  |       |  |                      |                      |                      |                  |                  |                    |                    |                |  |
|  | Biavo FC           | Biavo FC           | 2                    |                      |                    |                    |                 |                 |  |              |                 |                  |                  |       |  |                      |                      |                      |                  |                  |                    |                    |                |  |
|  | Biavo FC           | Biavo FC           | 2                    |                      |                    |                    |                 |                 |  | Biavo FC     | Biavo FC        | 0 (3)            |                  |       |  |                      |                      |                      |                  |                  |                    |                    |                |  |
|  |                    |                    |                      |                      |                    |                    |                 |                 |  | Biavo FC     | Biavo FC        | 0 (3)            |                  |       |  |                      |                      |                      |                  |                  |                    |                    |                |  |
|  |                    |                    | Gloriosa Cantuta (*) | Gloriosa Cantuta (*) | 0 (4)              |                    |                 |                 |  |              |                 |                  |                  |       |  |                      |                      |                      |                  |                  |                    |                    |                |  |
|  |                    |                    | Gloriosa Cantuta (*) | Gloriosa Cantuta (*) | 0 (4)              |                    |                 |                 |  |              |                 |                  |                  |       |  |                      |                      |                      |                  |                  |                    |                    |                |  |
|  |                    |                    |                      |                      |                    |                    |                 |                 |  |              |                 |                  |                  |       |  |                      |                      |                      |                  |                  |                    |                    |                |  |
|  |                    |                    |                      |                      |                    |                    |                 |                 |  |              |                 |                  |                  |       |  |                      |                      |                      |                  |                  |                    |                    |                |  |
|  |                    |                    |                      |                      |                    |                    |                 |                 |  |              |                 |                  |                  |       |  |                      |                      |                      |                  |                  |                    |                    |                |  |
|  |                    |                    |                      |                      |                    |                    |                 |                 |  |              |                 |                  |                  |       |  |                      |                      |                      |                  |                  |                    |                    |                |  |
|  |                    |                    |                      |                      |                    |                    |                 |                 |  |              |                 |                  |                  |       |  |                      |                      |                      |                  |                  |                    |                    |                |  |
|  |                    |                    |                      |                      |                    |                    |                 |                 |  |              |                 |                  |                  |       |  |                      |                      |                      |                  |                  |                    |                    |                |  |
|  |                    |                    |                      |                      |                    |                    |                 |                 |  |              |                 |                  |                  |       |  |                      |                      |                      |                  |                  |                    |                    |                |  |
|  |                    |                    |                      |                      |                    |                    |                 |                 |  |              |                 |                  |                  |       |  |                      |                      |                      |                  |                  |                    |                    |                |  |
|  |                    |                    |                      |                      |                    |                    |                 |                 |  |              |                 | Gloriosa Cantuta | Gloriosa Cantuta | 1     |  |                      |                      |                      |                  |                  |                    |                    |                |  |
|  |                    |                    |                      |                      |                    |                    |                 |                 |  |              |                 |                  |                  | 1     |  |                      |                      |                      |                  |                  |                    |                    |                |  |
|  |                    |                    | Unsaac               | Unsaac               | 5                  |                    |                 |                 |  |              |                 |                  |                  |       |  |                      |                      |                      |                  |                  |                    |                    |                |  |
|  | Nuevo Pucallpa     | Nuevo Pucallpa     | Unsaac               | Unsaac               | 5                  | 0                  |                 |                 |  |              |                 |                  |                  |       |  |                      |                      |                      |                  |                  |                    |                    |                |  |
|  | Nuevo Pucallpa     | Nuevo Pucallpa     |                      |                      |                    |                    |                 |                 |  |              |                 |                  |                  |       |  |                      |                      |                      |                  |                  |                    |                    |                |  |
|  | Ramiro Villaverde  | Ramiro Villaverde  | 3                    |                      |                    |                    |                 |                 |  |              |                 |                  |                  |       |  |                      |                      |                      |                  |                  |                    |                    |                |  |
|  | Ramiro Villaverde  | Ramiro Villaverde  | 3                    |                      | Ramiro Villaverde  | Ramiro Villaverde  | 1               |                 |  |              |                 |                  |                  |       |  |                      |                      |                      |                  |                  |                    |                    |                |  |
|  |                    |                    |                      |                      | Ramiro Villaverde  | Ramiro Villaverde  | 1               |                 |  |              |                 |                  |                  |       |  |                      |                      |                      |                  |                  |                    |                    |                |  |
|  |                    |                    | ACD Aucayacu         | ACD Aucayacu         | 3                  |                    |                 |                 |  |              |                 |                  |                  |       |  |                      |                      |                      |                  |                  |                    |                    |                |  |
|  | ACD Aucayacu       | ACD Aucayacu       | ACD Aucayacu         | ACD Aucayacu         | 3                  | 5                  |                 |                 |  |              |                 |                  |                  |       |  |                      |                      |                      |                  |                  |                    |                    |                |  |
|  | ACD Aucayacu       | ACD Aucayacu       |                      |                      |                    |                    |                 |                 |  |              |                 |                  |                  |       |  |                      |                      |                      |                  |                  |                    |                    |                |  |
|  | River Plate Casma  | River Plate Casma  | 2                    |                      |                    |                    |                 |                 |  |              |                 |                  |                  |       |  |                      |                      |                      |                  |                  |                    |                    |                |  |
|  | River Plate Casma  | River Plate Casma  | 2                    |                      |                    |                    |                 |                 |  | ACD Aucayacu | ACD Aucayacu    | 1                |                  |       |  |                      |                      |                      |                  |                  |                    |                    |                |  |
|  |                    |                    |                      |                      |                    |                    |                 |                 |  | ACD Aucayacu | ACD Aucayacu    | 1                |                  |       |  |                      |                      |                      |                  |                  |                    |                    |                |  |
|  |                    |                    | Unsaac               | Unsaac               | 2                  |                    |                 |                 |  |              |                 |                  |                  |       |  |                      |                      |                      |                  |                  |                    |                    |                |  |
|  | Melgar Junior      | Melgar Junior      | Unsaac               | Unsaac               | 2                  | 0                  |                 |                 |  |              |                 |                  |                  |       |  |                      |                      |                      |                  |                  |                    |                    |                |  |
|  | Melgar Junior      | Melgar Junior      |                      |                      |                    |                    |                 |                 |  |              |                 |                  |                  |       |  |                      |                      |                      |                  |                  |                    |                    |                |  |
|  | Unsaac             | Unsaac             | 3                    |                      |                    |                    |                 |                 |  |              |                 |                  |                  |       |  |                      |                      |                      |                  |                  |                    |                    |                |  |
|  | Unsaac             | Unsaac             | 3                    |                      | Unsaac             | Unsaac             | 5               |                 |  |              |                 |                  |                  |       |  |                      |                      |                      |                  |                  |                    |                    |                |  |
|  |                    |                    |                      |                      | Unsaac             | Unsaac             | 5               |                 |  |              |                 |                  |                  |       |  |                      |                      |                      |                  |                  |                    |                    |                |  |
|  |                    |                    | Club Panamericana    | Club Panamericana    | 3                  |                    |                 |                 |  |              |                 |                  |                  |       |  |                      |                      |                      |                  |                  |                    |                    |                |  |
|  | FST Barza          | FST Barza          | Club Panamericana    | Club Panamericana    | 3                  | 1 (4)              |                 |                 |  |              |                 |                  |                  |       |  |                      |                      |                      |                  |                  |                    |                    |                |  |
|  | FST Barza          | FST Barza          |                      |                      |                    |                    |                 |                 |  |              |                 |                  |                  |       |  |                      |                      |                      |                  |                  |                    |                    |                |  |
|  | Club Panamericana  | Club Panamericana  | 1 (5)                |                      |                    |                    |                 |                 |  |              |                 |                  |                  |       |  |                      |                      |                      |                  |                  |                    |                    |                |  |
|  | Club Panamericana  | Club Panamericana  | 1 (5)                |                      |                    |                    |                 |                 |  |              |                 |                  |                  |       |  |                      |                      |                      |                  | Unsaac           | Unsaac             | 2 (2)              |                |  |
|  |                    |                    |                      |                      |                    |                    |                 |                 |  |              |                 |                  |                  |       |  |                      |                      |                      |                  | Unsaac           | Unsaac             | 2 (2)              |                |  |
|  |                    |                    | Biavo FC             | Biavo FC             | 2 (4)              |                    |                 |                 |  |              |                 |                  |                  |       |  |                      |                      |                      |                  |                  |                    |                    |                |  |
|  |                    |                    | Biavo FC             | Biavo FC             | 2 (4)              |                    |                 |                 |  |              |                 |                  |                  |       |  |                      |                      |                      |                  |                  |                    |                    |                |  |
|  |                    |                    |                      |                      |                    |                    |                 |                 |  |              |                 |                  |                  |       |  |                      |                      |                      |                  |                  |                    |                    |                |  |
|  |                    |                    |                      |                      |                    |                    |                 |                 |  |              |                 |                  |                  |       |  |                      |                      |                      |                  |                  |                    |                    |                |  |
|  |                    |                    |                      |                      |                    |                    |                 |                 |  |              |                 |                  |                  |       |  |                      |                      |                      |                  |                  |                    |                    |                |  |
|  |                    |                    |                      |                      |                    |                    |                 |                 |  |              |                 |                  |                  |       |  |                      |                      |                      |                  |                  |                    |                    |                |  |
|  |                    |                    |                      |                      |                    |                    |                 |                 |  |              |                 |                  |                  |       |  |                      |                      |                      |                  |                  |                    |                    |                |  |
|  |                    |                    |                      |                      |                    |                    |                 |                 |  |              |                 |                  |                  |       |  |                      |                      |                      |                  |                  |                    |                    |                |  |
|  |                    |                    |                      |                      |                    |                    |                 |                 |  |              |                 |                  |                  |       |  |                      |                      |                      |                  |                  |                    |                    |                |  |
|  |                    |                    |                      |                      |                    |                    |                 |                 |  |              |                 |                  |                  |       |  |                      |                      |                      |                  |                  |                    |                    |                |  |
|  |                    |                    |                      |                      |                    |                    |                 |                 |  |              |                 |                  |                  |       |  |                      |                      |                      |                  |                  |                    |                    |                |  |
|  |                    |                    |                      |                      |                    |                    |                 |                 |  |              |                 |                  |                  |       |  |                      |                      |                      |                  |                  |                    |                    |                |  |
|  |                    |                    |                      |                      |                    |                    |                 |                 |  |              |                 |                  |                  |       |  |                      |                      |                      |                  |                  |                    |                    |                |  |
|  |                    |                    |                      |                      |                    |                    |                 |                 |  |              |                 |                  |                  |       |  |                      |                      |                      |                  |                  |                    |                    |                |  |
|  |                    |                    |                      |                      |                    |                    |                 |                 |  |              |                 |                  |                  |       |  |                      |                      |                      |                  |                  |                    |                    |                |  |
|  |                    |                    |                      |                      |                    |                    |                 |                 |  |              |                 |                  |                  |       |  |                      |                      |                      |                  |                  |                    |                    |                |  |
|  |                    |                    |                      |                      |                    |                    |                 |                 |  |              |                 |                  |                  |       |  |                      |                      |                      |                  |                  |                    |                    |                |  |
|  |                    |                    |                      |                      |                    |                    |                 |                 |  |              |                 |                  |                  |       |  |                      |                      |                      |                  |                  |                    |                    |                |  |
|  |                    |                    |                      |                      |                    |                    |                 |                 |  |              |                 |                  |                  |       |  |                      |                      |                      |                  |                  |                    |                    |                |  |
|  |                    |                    |                      |                      |                    |                    |                 |                 |  |              |                 |                  |                  |       |  |                      |                      |                      |                  |                  |                    |                    |                |  |
|  |                    |                    |                      |                      |                    |                    |                 |                 |  |              |                 |                  |                  |       |  |                      |                      |                      |                  |                  |                    |                    |                |  |
|  |                    |                    |                      |                      |                    |                    |                 |                 |  |              |                 |                  |                  |       |  |                      |                      |                      |                  |                  |                    |                    |                |  |
|  |                    |                    |                      |                      |                    |                    |                 |                 |  |              |                 | Biavo FC (*)     | Biavo FC (*)     | 1 (4) |  |                      |                      |                      |                  |                  |                    |                    |                |  |
|  |                    |                    |                      |                      |                    |                    |                 |                 |  |              |                 |                  |                  | 1 (4) |  |                      |                      |                      |                  |                  |                    |                    |                |  |
|  |                    |                    | La Cantera Circolo   | La Cantera Circolo   | 1 (3)              |                    |                 |                 |  |              |                 |                  |                  |       |  |                      |                      |                      |                  |                  |                    |                    |                |  |
|  | Gloriosa Cantuta   | Gloriosa Cantuta   | La Cantera Circolo   | La Cantera Circolo   | 1 (3)              | 3                  |                 |                 |  |              |                 |                  |                  |       |  |                      |                      |                      |                  |                  |                    |                    |                |  |
|  | Gloriosa Cantuta   | Gloriosa Cantuta   |                      |                      |                    |                    |                 |                 |  |              |                 |                  |                  |       |  |                      |                      |                      |                  |                  |                    |                    |                |  |
|  | Real Piura         | Real Piura         | 0                    |                      |                    |                    |                 |                 |  |              |                 |                  |                  |       |  |                      |                      |                      |                  |                  |                    |                    |                |  |
|  | Real Piura         | Real Piura         | 0                    |                      | Gloriosa Cantuta   | Gloriosa Cantuta   | 0 (2)           |                 |  |              |                 |                  |                  |       |  |                      |                      |                      |                  |                  |                    |                    |                |  |
|  |                    |                    |                      |                      | Gloriosa Cantuta   | Gloriosa Cantuta   | 0 (2)           |                 |  |              |                 |                  |                  |       |  |                      |                      |                      |                  |                  |                    |                    |                |  |
|  |                    |                    | Soccer Ica           | Soccer Ica           | 0 (4)              |                    |                 |                 |  |              |                 |                  |                  |       |  |                      |                      |                      |                  |                  |                    |                    |                |  |
|  | Real Yurimaguas    | Real Yurimaguas    | Soccer Ica           | Soccer Ica           | 0 (4)              | 1 (2)              |                 |                 |  |              |                 |                  |                  |       |  |                      |                      |                      |                  |                  |                    |                    |                |  |
|  | Real Yurimaguas    | Real Yurimaguas    |                      |                      |                    |                    |                 |                 |  |              |                 |                  |                  |       |  |                      |                      |                      |                  |                  |                    |                    |                |  |
|  | Soccer Ica         | Soccer Ica         | 1 (4)                |                      |                    |                    |                 |                 |  |              |                 |                  |                  |       |  |                      |                      |                      |                  |                  |                    |                    |                |  |
|  | Soccer Ica         | Soccer Ica         | 1 (4)                |                      |                    |                    |                 |                 |  | Soccer Ica   | Soccer Ica      | 2                |                  |       |  |                      |                      |                      |                  |                  |                    |                    |                |  |
|  |                    |                    |                      |                      |                    |                    |                 |                 |  | Soccer Ica   | Soccer Ica      | 2                |                  |       |  |                      |                      |                      |                  |                  |                    |                    |                |  |
|  |                    |                    | La Cantera Circolo   | La Cantera Circolo   | 3                  |                    |                 |                 |  |              |                 |                  |                  |       |  |                      |                      |                      |                  |                  |                    |                    |                |  |
|  | La Cantera Circolo | La Cantera Circolo | La Cantera Circolo   | La Cantera Circolo   | 3                  | 3                  |                 |                 |  |              |                 |                  |                  |       |  |                      |                      |                      |                  |                  |                    |                    |                |  |
|  | La Cantera Circolo | La Cantera Circolo |                      |                      |                    |                    |                 |                 |  |              |                 |                  |                  |       |  |                      |                      |                      |                  |                  |                    |                    |                |  |
|  | Strong Scalu AFC   | Strong Scalu AFC   | 0                    |                      |                    |                    |                 |                 |  |              |                 |                  |                  |       |  |                      |                      |                      |                  |                  |                    |                    |                |  |
|  | Strong Scalu AFC   | Strong Scalu AFC   | 0                    |                      | La Cantera Circolo | La Cantera Circolo | 2               |                 |  |              |                 |                  |                  |       |  |                      |                      |                      |                  | Tercer puesto    | Tercer puesto      | Tercer puesto      |                |  |
|  |                    |                    |                      |                      | La Cantera Circolo | La Cantera Circolo | 2               |                 |  |              |                 |                  |                  |       |  |                      |                      |                      |                  | Tercer puesto    | Tercer puesto      | Tercer puesto      |                |  |
|  |                    |                    | Coronel Bolognesi    | Coronel Bolognesi    | 0                  |                    |                 |                 |  |              |                 |                  |                  |       |  |                      |                      |                      |                  |                  |                    |                    |                |  |
|  | Coronel Bolognesi  | Coronel Bolognesi  | Coronel Bolognesi    | Coronel Bolognesi    | 0                  | 5                  |                 |                 |  |              |                 |                  |                  |       |  |                      |                      |                      | Gloriosa Cantuta | Gloriosa Cantuta | 1 (1)              |                    |                |  |
|  | Coronel Bolognesi  | Coronel Bolognesi  |                      |                      |                    |                    |                 |                 |  |              |                 |                  |                  |       |  |                      |                      |                      | Gloriosa Cantuta | Gloriosa Cantuta | 1 (1)              |                    |                |  |
|  | Bolívar UJCM       | Bolívar UJCM       | 3                    |                      |                    |                    |                 |                 |  |              |                 |                  |                  |       |  |                      |                      |                      |                  |                  | La Cantera Circolo | La Cantera Circolo | 1 (3)          |  |
|  | Bolívar UJCM       | Bolívar UJCM       | 3                    |                      |                    |                    |                 |                 |  |              |                 |                  |                  |       |  |                      |                      |                      |                  |                  | La Cantera Circolo | La Cantera Circolo | 1 (3)          |  |
|  |                    |                    |                      |                      |                    |                    |                 |                 |  |              |                 |                  |                  |       |  |                      |                      |                      |                  |                  |                    |                    |                |  |

(*) Mejor perdedor de la ronda anterior

### Semifinales[8]
| N.° | Fecha      | Hora       | Sede | Estadio               | Equipo 1         | Equipo 2           | Resultados |
| --- | ---------- | ---------- | ---- | --------------------- | ---------------- | ------------------ | ---------- |
| 1   | 23/11/2023 | 11:00 a.m. | Lima | Segundo Aranda Torres | Gloriosa Cantuta | Unsaac             | 1-5        |
| 2   | 23/11/2023 | 3:00 p.m.  | Lima | Segundo Aranda Torres | Biavo FC         | La Cantera Circolo | 1-1 (4-3)  |

### Tercer lugar
| N.° | Fecha      | Hora       | Sede | Estadio               | Equipo 1         | Equipo 2           | Resultado |
| --- | ---------- | ---------- | ---- | --------------------- | ---------------- | ------------------ | --------- |
| 1   | 24/11/2023 | 11:00 a.m. | Lima | Segundo Aranda Torres | Gloriosa Cantuta | La Cantera Circolo | 1-1 (1-3) |

### Final
| N.° | Fecha      | Hora       | Sede | Estadio               | Equipo 1 | Equipo 2 | Resultado |
| --- | ---------- | ---------- | ---- | --------------------- | -------- | -------- | --------- |
| 1   | 25/11/2023 | 11:00 a.m. | Lima | Segundo Aranda Torres | Unsaac   | Biavo FC | 2-2 (2-4) |

|                                   |
| Campeón Biavo FC Primer título    |
| Asciende a Liga Femenina FPF 2024 |

|                                              |                                       |
| Unsaac                                       | La Cantera Circolo                    |
| Subcampeón Asciende a Liga Femenina FPF 2024 | Tercero Liga de Ascenso Femenina 2024 |